# Скудо (монета)
Скудо (італ. Scudo) — назва золотих, а з середини XVI століття також великих срібних монет, які карбувались різних державах Італії з XIV до XIX століття. Назва монети походить від зображеного на аверсі щита (лат. Scutum) і є італійським аналогом назв французького екю, іспанського ескудо та португальського ескудо.
Срібний мальтійський скудо був також обіговою валютою Мальти під час правління над неї Мальтійським орденом — з XVI століття до 1789 року. Скудо продовжував фактично обертатись на острові аж до введення у 1825 році англійської грошової системи, де 1 фунт стерлінгів був прирівняний до 12 скудо. У 1961 році Мальтійський орден відновив карбування монет за старою монетною системою і сьогодні срібний мальтійський скудо є офіційною валютою Суверенного військового Мальтійського ордену.

## Італійські скудо

### Золотий скудо

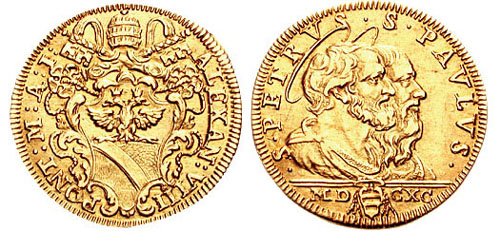
Папський золотий скудо Олександра VIII (1690 р). Римський монетний двір, 3,30 г, 12 h. Реверс: профілі св. Павла та св. Петра

Золотим скудо (італ. scudo d'oro) спочатку називали італійські монети, які містили на аверсі герб, як знак монетного двору. Золоті скудо карбувалися між 1350 і 1800 роками. На початку XVI століття, під час зростання французького впливу в ході Італійських війн, в державах Італії за зразком французького екю почали карбувати залотий скудо вагою біля 3,35 грама.
В 1519 році в Генуезькій республіц, що вже 20 років перебувала під французькою окупацією, на заміну золотому дукату за зразком французького екю Франциска I почали карбувати власні великі золоті монети вагою біля 3,35 грама, що як і французький прототип містили на аверсі зображення щита і італійською отримали назву скудо. Після звільнення від французів і відновлення республіки Андреа Доріа в 1528 році, Генуя продовжила карбувати золоті скудо з аналогічними характеристиками, але змінила дизайн на більш традиційний для монет республіки.
В Феррарському герцогстві аналогічний золотий скудо почав карбувати Альфонсо I д'Есте (1505—1534).
В 1530 році в Папській державі золотий папський скудо замінив золотий папський флорин і містив 3,2 г чистого золота. Карбувався до 1866 року, коли був замінений на десяткову папську ліру. Папські скудо не мали великого значення при здійсненні реального грошового обігу і переважно карбувалися як престижні монети з високою номінальною вартістю для представницьких цілей.

Карбувались також монети номіналом в 2 скудо (доппія, італійський аналог іспанського дублона) і 4 скудо (квадрупла). Як і на скудо, на доппіях та квадруплах карбувався геральдичний щит, переважно круглої форми.

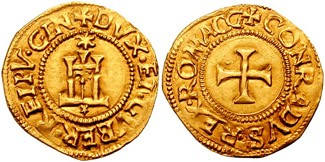
Генуезька республіка (1528-1541). Скудо дожа Бьєньяллі. 3,36 гр. (~1541)
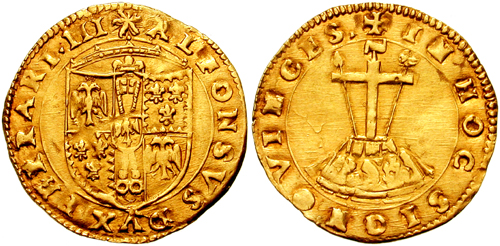
Феррарське герцогство. Скудо Альфонсо д'Есте (1505-1534). 3,35 гр.
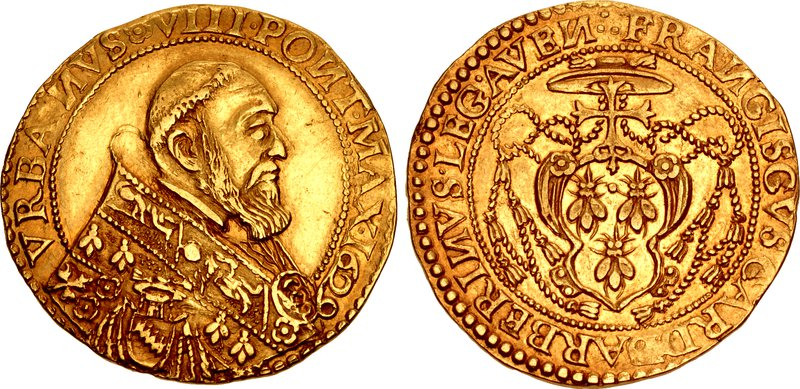
Папська держава. Квадрупла Урбана VIII. (1629 р) (30 мм, 13,01 гр, 8 h). Авіньйонський монетний двір.
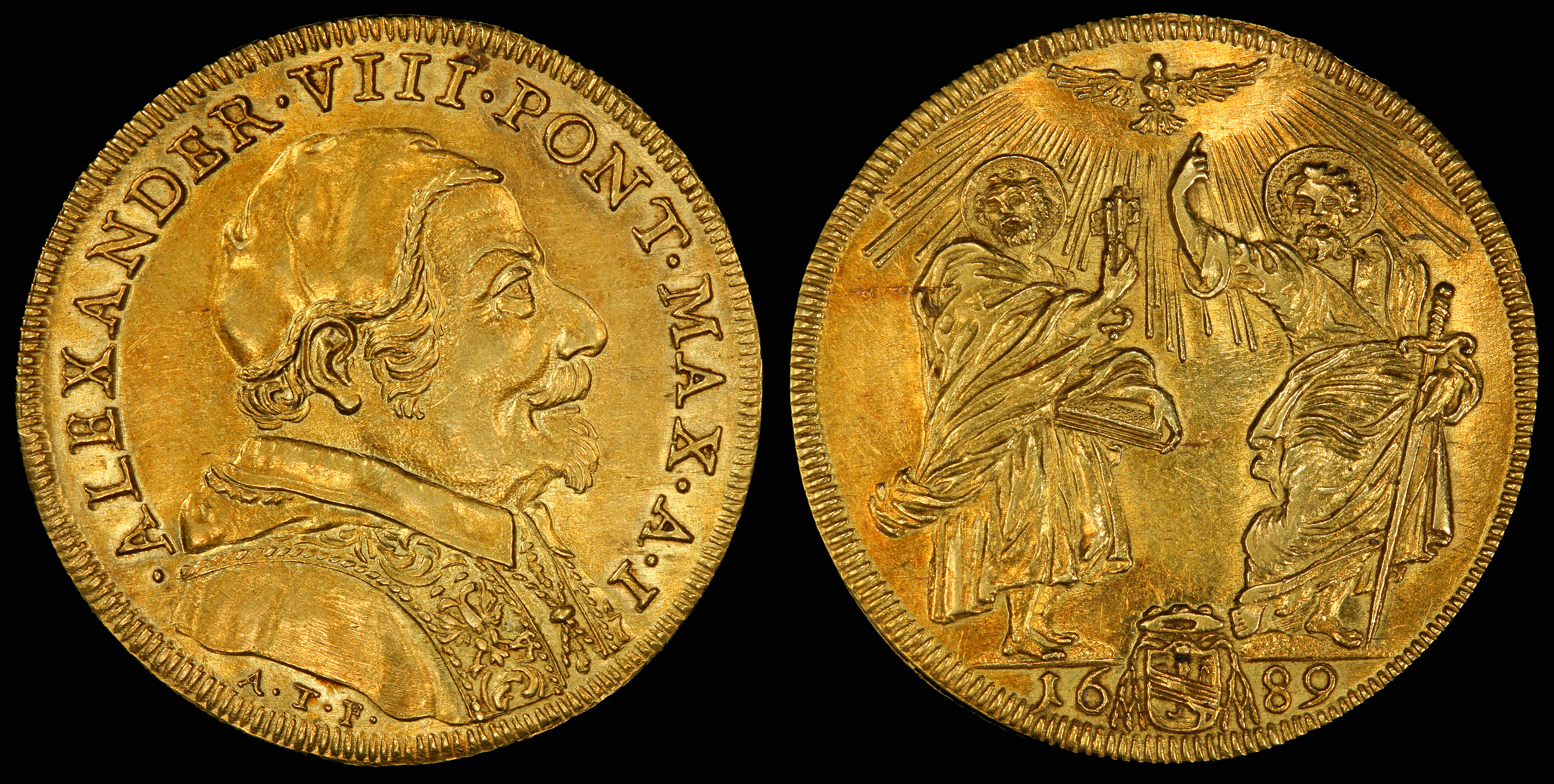
Папська держава. Квадрупла Олександра VIII номіналом в 4 скудо  (1689 р.)

### Срібний скудо

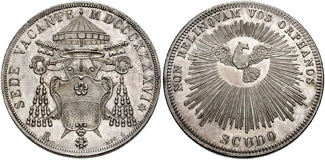
Папський скудо періоду Sede vacante 1846 року.

Срібний скудо (італ. scudo d'argento), велика срібна монета талерного типу вагою біля 39 грам, що за своєю вартістю в сріблі дорівнював вартості одного золотого скудо, був вперше викарбуваний в захопленому іспанцями Мілані в 1551 році імператором Карлом V (1519—1556). В 1567 році подібні срібні скудо почала карбувати Генуезька республіка, тоді як Венеційська республіка почала карбувати свої скудо, що замінили срібну венеційську ліру в 1578 році.
З 1706 року Міланське герцогство перебувало під контролем Австрійської імперії. За правління Марії Терезії та Йосипа II срібний міланський скудо мав вагу 23,10 грам срібла 896 проби. Монета була в обігу до 1796 року. За вартістю дорівнював 6-ти лірам, які у свою чергу ділилися на 20 сольдо чи 240 денаро. Оскільки австрійське Міланське герцогство входило до складу Священної римської імперії, то міланський скудо по вартості дорівнював конвенційному талеру.
В Сардинському королівстві з 1755 року карбувались п'ємонтський скудо (на материковій частині держави) та сардинський скудо (на острові Сардинія).
У Ломбардсько-Венеційському королівстві, що перебувало з 1815 року під управлінням габсбурзької Австрійської імперії, ломбардсько-венеційське скудо було еквівалентом кроненталера і ділилось на шість лір. До наполеонівських війн ліра поділялася на 20 сольді, кожна з яких вартувала 12 денарів. Коли в 1857 році Австро-Угорщина прийняла десяткову систему, скудо було замінено ломбардсько-венеційським гульденом із розрахунку два гульдени до одного скудо . Монети в ½ і 1 сольдо були випущені, що дорівнювали ½ і 1 крейцеру, для використання в Ломбардії та Венето.
У Папській області в 1835—1866 роках офіційною валютою був срібний папський скудо. Він поділявся на 100 байокко, кожний вартістю п'ять кватріні. Він був замінений папською лірою рівної вартості італійській лірі.
Герцогство Модени і Реджо також випускало скудо, яке коштувало чотири ліри, або одну третину таллеро.
З появою десяткової системи в карбуванні монет XIX століття, термін скудо використовувався для монети в 5 лір зі срібла 900 проби вагою 25 грамів. Монети такої форми залишалися в ужитку до Першої світової війни.

Галерея
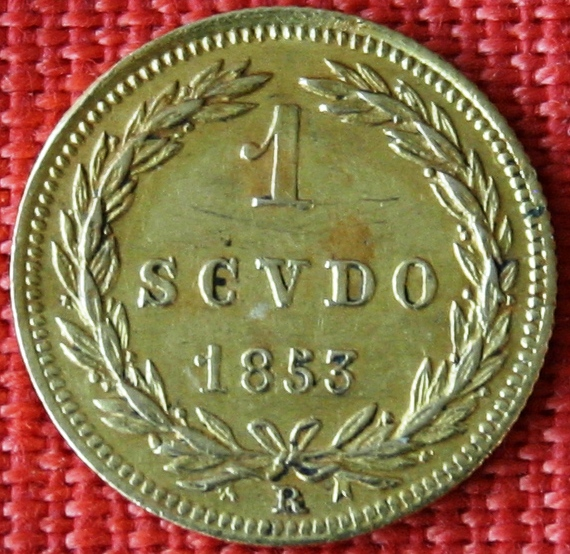
1 скудо Папської держави (1853)
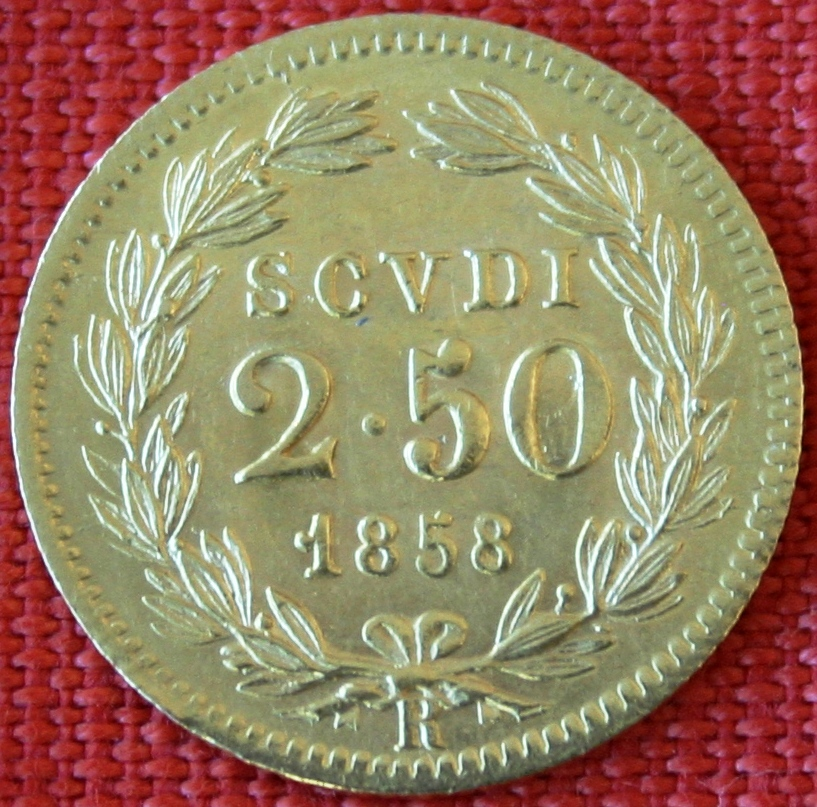
2,5 скудо Папської держави (1858)

## Мальтійський скудо

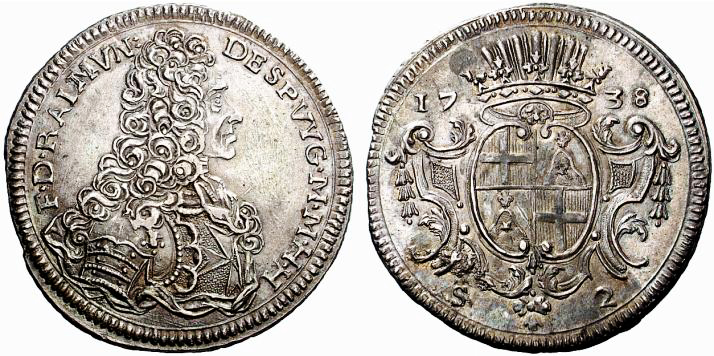
Мальтійська монета номіналом в 2 скудо (1739 рік)

Скудо є офіційною валютою Суверенного військового Мальтійського ордену та був валютою Мальти під час правління Ордену над Мальтою, яке закінчилося в 1798 році. Орден залишив Мальту, але скудо продовжував фактично обертатись на острові під час французької та англійської окупації, аж до введення у 1825 році англійської грошової системи, де 1 фунт стерлінгів був прирівняний до 12 скудо. 1 мальтійський скудо ділився на 12 тарі та 240 грано.
У 1961 році Мальтійський орден відновив карбування монет за старою монетною системою. У 1961 році монети чеканилися в Римі, в 1962 році — в Парижі, в 1963 році — в Ареццо. З 1964 року монети карбуються Монетним двором Мальтійського ордена. Сьогодні карбуються срібні монети номіналами 1 і 2 скудо та золоті 5 і 10 скудо.
Скудо залишається офіційною валютою, проте не законним платіжним засобом Суверенного Мальтійського Ордену.